# Зона на дивата природа в Тасмания
Зоната на дивата природа в Тасмания (на английски: Tasmanian Wilderness) e защитена територия в северозападната част на остров Тасмания (част от континента Австралия и от държавата Австралийски съюз). Обхваща 15 842 km², или почти 18% от площта на Тасмания.
Останки, открити във варовикови пещери, свидетелстват за човешко присъствие в района от преди над 20 хиляди години. Той е един от най-големите райони за опазване на природното богатство в Австралия и представлява едно от последните добре запазени обширни пространства на умерена дъждовна гора в света, което го прави опазването му изключително важно.
През 1982 година Зоната на дивата природа в Тасмания е включена в Списъка на световното наследство на ЮНЕСКО.